# Saadia Gaon
Saadia ben Yosef al-Fayumi (Egipto, 882 – Babilonia, 942), (en hebreo: סעדיה בן יוסף גאון), (en árabe: سعيد بن يوسف الفيومي ), (transliterado: Sa`īd bin Yūsuf al-Fayyūmi) fue un prominente rabino, filósofo y exégeta judío del período de los Gueonim. Saadia era conocido por sus escritos sobre la gramática hebrea, la filosofía y la ley religiosa y tradicional judía (la halajá). Su obra filosófica Emunot ve-Deot, es el primer intento sistemático de integrar la teología judía con componentes de la filosofía griega. Saadia también fue muy activo en la oposición al caraísmo. El rabino murió en la ciudad de Sura, ubicada en Babilonia, en el año 942. El nombre Saadia, es al parecer el equivalente hebreo de su nombre árabe, Sa'id. En un acróstico de la introducción hebrea a su primer trabajo, el Agrón, él se llama Said Ben Yosef, pero más tarde él escribió su nombre como Saadia Gaón. La palabra Gaón es un título honorífico. 

## Importancia
Fue un pionero en los campos en los que trabajó. Su principal objeto de trabajo fue el texto bíblico; su importancia está dada primariamente por establecer una nueva escuela de exégesis bíblica caracterizada por la investigación racional de los contenidos del Tanaj y el conocimiento científico del lenguaje en que fue escrita.
Su traducción al árabe del Tanaj la presenta en una forma racional y con un alto grado de claridad y consistencia que permite su lectura aun para los sectores con menor conocimiento. 
Su sistema hermenéutico no se limitó a la exégesis de versículos individuales, sino que trató cada libro del Tanaj como un todo, mostrando la conexión entre las distintas partes. 
Sus comentarios incorporados y la introducción a la traducción de la Torá brindan no solamente una correcta interpretación del texto desde la óptica rabínica sino también una refutación a los reparos presentados por los caraítas. Más aún, usando la especulación filosófica y la tradición fundamentó las normativas rabínicas.
Fue uno de los fundadores de la Filosofía comparativa, no solamente con su tratado "El libro de las Setenta Palabras", sino especialmente a través de su explicación del vocabulario hebreo.
Véase también la confrontación que mantuvo durante años con el exilarca David ben Zakkai.

## Obra

### Exégesis
- Saadia tradujo la mayoría, si no toda, la Biblia al idioma árabe, con agregados de comentarios en árabe, aunque no hay citas sobre el libro de Crónicas.

### Lingüística hebrea
- Agron.
- Kutub al-Lughah.
- "Tafsir al-Sab'ina Lafẓah," una lista de palabras en hebreo que aparecen raramente en el texto bíblico y que deben ser explicados por tradición.

Ismael

### Escritos halájicos (legales)
- Pequeñas monografías donde son presentadas sistemáticamente problemas con la ley judía tradicional.
- Un comentario sobre las trece reglas de Rabí Ismael. Solo se conserva su traducción al hebreo.
- Responsa.

### Filosofía y Religión
- Emunot ve-Deot (transliterado del idioma árabe: Kitab al-Amanat wal-l'tiḳadat): Este trabajo es considerado el primer intento sistemático de realizar una síntesis entre la tradición judía y las enseñanzas filosóficas.
- Tafsir Kitab al-Mabadi. Traducción al idioma árabe y comentario del Séfer Ietzirá.[1]
- Sidur. Libro de rezos.

### Escritos polémicos
- Kitab al-Rudd (Libro de refutación). Refutaciones a autores caraítas.
- Kitab al-Tamyiz (en hebreo, Sefer ha-Hakkarah).
- Polémica con Ben Zuta.
- Refutación a Hiwi al-Balkhi.
- Kitab al-Shara'i', Libro de los mandamientos religiosos.
- Kitab al-'Ibbur, Libro del calendario, aparentemente contiene polémicas con los caraítas.
- Sefer ha-Mo'adim, Libro de las festividades. Polémica con Ben Meir.
- Sefer ha-Galui.